# Formato 135

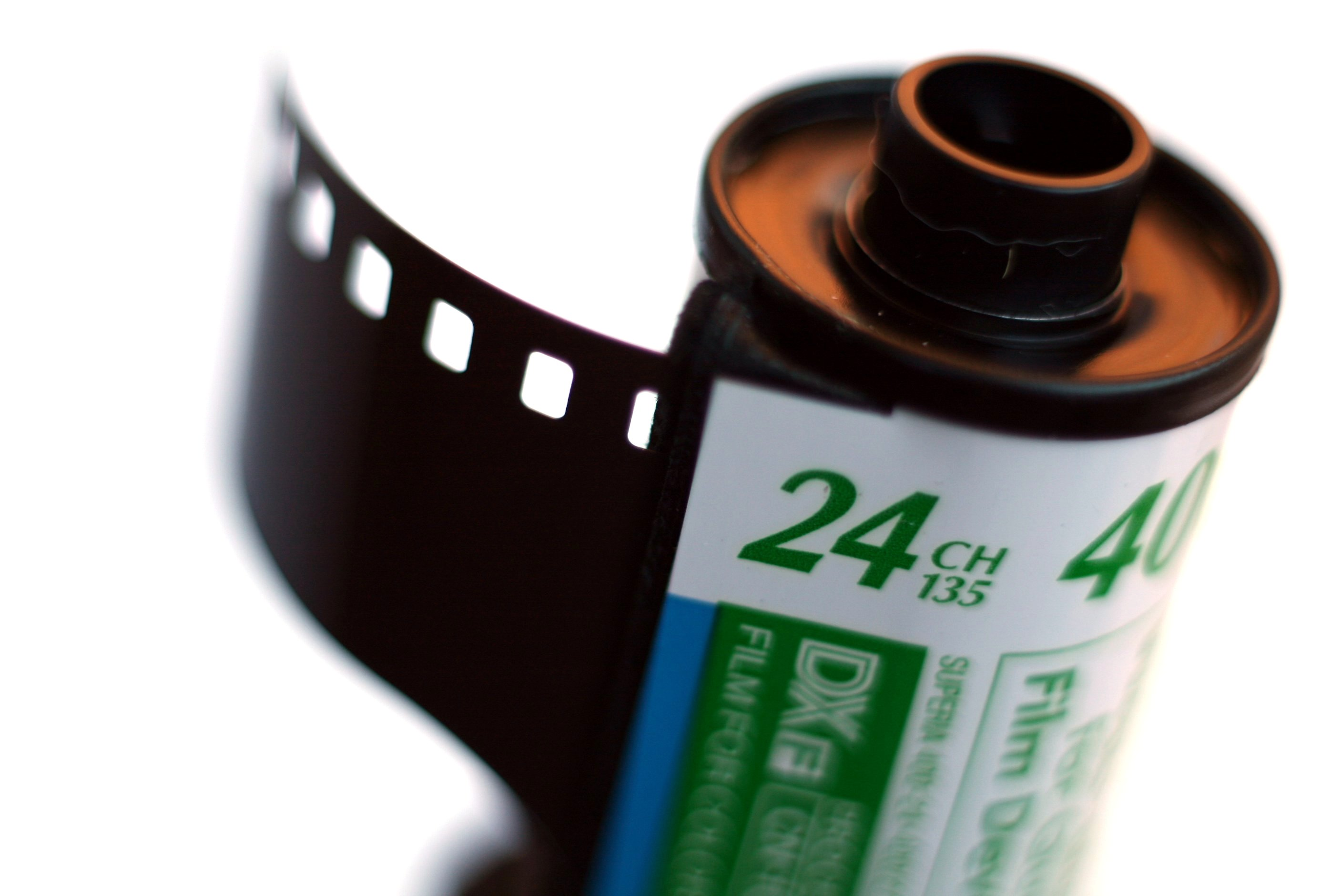
Cartucho de película 135 del fabricante Fujifilm.

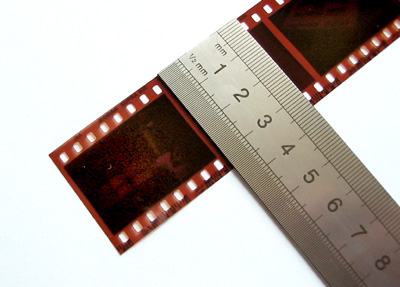
Fragmento de película de formato 135.

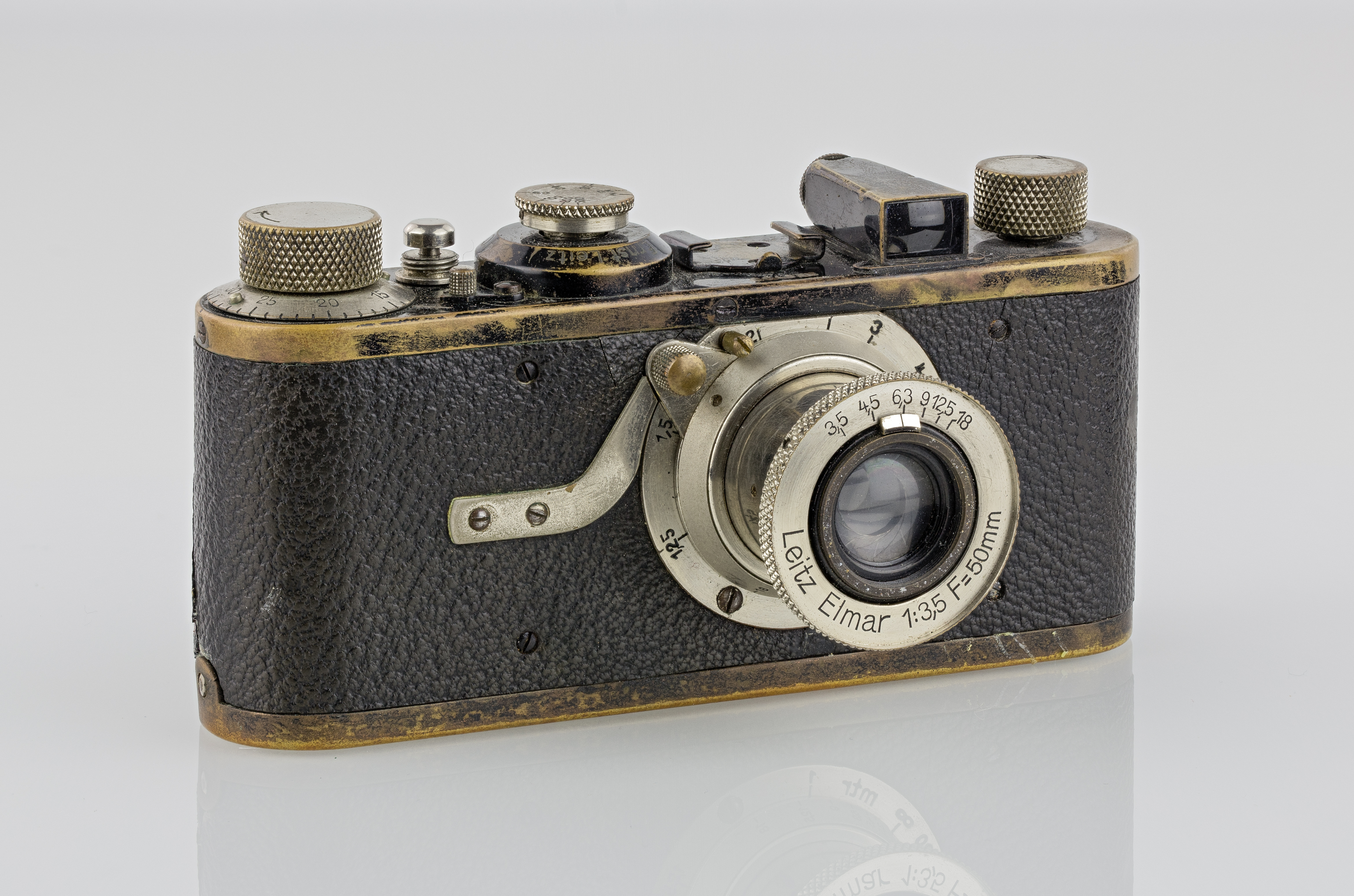
Leica I, 1927, la primera cámara del mundo con película 135.

El formato 135 (ISO 1007) es la designación del cartucho de película de formato de 35 milímetros para cámaras fotográficas.
Se trata de un cartucho de metal que contiene un carrete de película fotográfica de 35 milímetros de ancho, protegiéndola de la luz. La película dispone de unas perforaciones que facilitan su arrastre y permiten una separación precisa de los fotogramas.
Fue desarrollado por Kodak en el año 1934, pensando en sus cámaras Retina y también en las Leica y las Zeiss Ikon Contax, que ya usaban película de 35 mm, pero debían cargar los chasis en un cuarto oscuro. En cambio los rollos 135 de Kodak ya venían con la película incluida y se podían cargar las cámaras a la luz del día.

## Características
La película tiene un ancho de 35 milímetros, y una longitud variable dependiendo del número de fotogramas del cartucho (24 o 36 exposiciones son los valores típicos).
La orientación de las fotografías en este formato es perpendicular a la orientación utilizada en el cine: en el formato 135 las imágenes dejan las perforaciones de arrastre en la parte superior e inferior de la imagen, mientras que en el cine estas perforaciones quedan a los lados de los fotogramas.
Cada exposición en formato 135 ocupa en la película un espacio de 36 milímetros de ancho por 24 de alto (una relación de aspecto 3:2).
Los fotogramas se separan entre sí dos milímetros, con lo que la película puede almacenar una exposición por cada 38 milímetros de longitud. El avance de un fotograma se consigue arrastrando ocho perforaciones.
El formato 135 puede almacenar fotogramas de tamaño distinto al estándar 36x24; los modelos de cámaras fotográficas XPan del fabricante Hasselblad emplean fotogramas de 24 milímetros de alto por 65 milímetros de ancho.